# Симпелеярви
Си́мпелея́рви, также Симпеле (фин. Simpelejärvi) — озеро в Финляндии, на территории общины Париккала в области Южная Карелия. Воды из Симпелеярви через систему озёр на территории Финляндии стекают на территорию России по реке Кокколанйоки, которая впадает в Ладожское озеро.
Озеро усеяно множеством островов. На берегу озера расположено поселение Париккала.